# Dips
Dips är en svensk humorserie av Marie Agerhäll. Den hade premiär på SVT 2018 och producerades av produktionsbolaget Allvarliga Produktioner.
Serien handlar om "dipparna" Jens Stråhle (Jesper Rönndahl) och Fanny Båtsman (Moa Lundqvist) som går Diplomatprogrammet och praktiserar på Utrikesdepartementets protokollenhet, samt deras handledare Mimmi Hamilton (Marie Agerhäll). Frekvent förekommande är även expeditionschefen Hendrik Tür (Kristian Luuk).
Enligt skaparna Jesper Rönndahl och Marie Agerhäll är mycket i serien baserat på verkligheten och på material de fått när de har "wallraffat och intervjuat folk både på golvet och högst upp hemligt". Materialet är dock till viss del förändrat då serien inte är en dokumentär.
Dips var SVT:s bidrag till Kristallen 2019 för Årets humorprogram, men förlorade mot Bonnier Broadcastings Enkelstöten. Säsong 2 av Dips hade premiär 13 november 2020. Vinjettmelodi är Roslagsvår framförd av Orphei Drängar.
I oktober 2024 bekräftade SVT att det kommer en säsong 3 med beräknad premiär 2026.